# Antonis Samarakis
Antonis Samarakis (Atenas, 16 de agosto de 1919 - Pilos, 8 de agosto de 2003) fue un escritor griego contemporáneo de la generación de postguerra. Su obra se caracteriza por su humanismo, su compromiso contra el peligro de los totalitarismos y la reflexión sobre la alienación del ser humano en el mundo moderno. Fue embajador de buena voluntad de la Unicef por su país en 1989.

## Biografía
Samarakis estudió derecho en la Universidad de Atenas. Se ganó la vida como funcionario del Ministerio de Trabajo, puesto que abandonó temporalmente durante la dictadura de Ioannis Metaxás.
Comenzó su actividad literaria publicando algunos poemas en periódicos y revistas literarias en los años treinta, pero pronto lo dejó para dedicarse a la prosa.
Durante la ocupación de Grecia participó en la resistencia. En 1944 fue detenido por los alemanes y condenado a muerte, pena de la que se libró finalmente.
En 1963 se casó con Eleni Kurebana, a la que conoció durante la celebración del premio por su novela Me niego y con la que estuvo casado hasta su muerte. Dejó su trabajo en el ministerio para dedicarse enteramente a la escritura. Mantuvo su actividad política durante la Dictadura de los Coroneles y tras el restablecimiento de la democracia en su país publicó muchos escritos de carácter social y político.
Trabajó como experto en la Organización Internacional del Trabajo de la ONU en muchos países y en 1989 fue nombrado embajador de buena voluntad de la UNICEF.
Murió de un ataque al corazón en su casa de Pilos el 8 de agosto de 2003.

## Obra
Su obra ha sido traducida a 33 lenguas. Su novela El fallo fue llevada al cine en 1975 por el director Peter Fleischmann.

### Novelas
- Σήμα Κινδύνου (1959).

Se desarrolla en Farsala, lugar que el autor había conocido durante la ocupación, y en Atenas. En esta novela se muestra cómo el miedo a la guerra y al hambre socavan la moral cotidiana. Según explica en su autobiografía el propio autor «el mensaje central de la novela es que el hombre actual, en un mundo tan convulso y conflictivo, no tiene derecho a permanecer callado, indiferente ante el destino común, apático».
- Το λάθος (El fallo), 1965

En esta novela se describe la relación entre un prisionero político de un estado policial y el policía que lo interroga.Como es habitual en la obra del autor, el libre albedrío y la capacidad de los individuos para reaccionar contra lo establecido juegan un papel importante en el desarrollo de la trama. La similitud de los acontecimientos y el ambiente de la novela con la realidad de la Dictadura de los Coroneles impuesta al poco tiempo de su publicación en Grecia contribuyeron al éxito de la obra.
- Εn Οnomati (1998).

Esta se desarrolla en una pequeña ciudad de Grecia en el mes de noviembre de 1998. Dimitri, el protagonista, es un estudiante de secundaria de dieciséis años. Una noche Dimitri decide escribir en su ordenador una proclama que seguidamente lanza a la calle con la firma de una organización juvenil imaginaria llamada «Viento de Liberación de los En Nombre De». La proclama acaba teniendo una serie de consecuendias inesperadas para Dimitri. Se reflexiona aquí sobre la verdadera naturaleza de las democracias actuales.

### Relatos
- Ζητείται ελπίς (Se busca esperanza), 1954

Colección de cuentos que refleja el estado de ánimo del ser humano en el mundo surgido tras la Segunda Guerra Mundial.
- Αρνούμαι (Me niego), 1961
- Το δαβατήριο (1973).
- Η κόντρα (1992).

### Autobiografía
- 1919-1996

## Premios
- 1962: Premio Nacional de Narración.
- 1966: Premio de novela de los Doce.
- 1970 Gran Premio Internacional de Literatura Policíaca (Francia).
- 1982: Premio de Literatura "Europalia" (Bruselas).
- 1995: Premio Estatal de las Artes y la Literatura (Francia).